# Charles Walters
Charles Walters (17 de noviembre de 1911 - 13 de agosto de 1982) fue un director, coreógrafo y actor cinematográfico de nacionalidad estadounidense, conocido por su trabajo en diversos musicales y comedias de la productora MGM rodados entre los años 1940 y 1960.

## Biografía
Nacido en el barrio de Brooklyn, en la ciudad de Nueva York, cursó estudios en la Universidad del Sur de California, en Los Ángeles.
Charles Walters destacó por dirigir muchos musicales de MGM de gran éxito, entre ellos Good News, Easter Parade y Alta sociedad, trabajando junto a algunas de las más grandes estrellas del estudio, entre ellas Judy Garland, Fred Astaire, Gene Kelly, Peter Lawford, June Allyson y Esther Williams.
Antes de dedicarse a la dirección de largometrajes, Walters fue uno de los principales directores de baile de MGM. Como tal, fue coreógrafo en los filmes Meet Me in St. Louis, Best Foot Forward y Girl Crazy.
Walters fue nominado al Oscar al mejor director por su trabajo en el film de 1953 Lili, protagonizado por Leslie Caron, que también fue nominada al Oscar. También dirigió a Debbie Reynolds en la única película en la que ella fue nominada al Oscar, The Unsinkable Molly Brown.
Walters dirigió la última película en que se emparejaron Fred Astaire y Ginger Rogers, The Barkleys of Broadway (1949), así como el último film de Cary Grant, Walk, Don't Run. También dirigió el último musical de Doris Day, Billy Rose's Jumbo.
Charles Walters concluyó su carrera a mediados de los años 1970, dirigiendo a Lucille Ball en dos telefilmes y en la serie Here's Lucy. El cineasta falleció en Malibú, California, en 1982, a causa de un cáncer de pulmón. Tenía 70 años de edad. Sus restos fueron incinerados, y las cenizas esparcidas en el mar. Por su contribución al cine, se le concedió una estrella en el Paseo de la Fama de Hollywood, en el 6402 de Hollywood Boulevard.

## Selección de su filmografía

### Director
- Her Highness and the Bellboy, de Richard Thorpe – dirección de la escena de baile (1945)
- Thrill of a Romance, de Richard Thorpe – dirección de la escena de baile (1945)
- Good News (1947)
- Easter Parade (1948)
- The Barkleys of Broadway (1949)
- Summer Stock (1950)
- Texas Carnival (1951)
- Three Guys Named Mike (1951)
- The Belle of New York (1952)
- Dangerous When Wet (1953)
- Torch Song (1953)
- Lili (1953)
- Easy to Love (1953)
- The Tender Trap (1955)
- The Glass Slipper (1955)
- Alta sociedad (1956)
- Don't Go Near the Water (1957)
- Ask Any Girl (1959)
- Go Naked in the World (1960)
- Please Don't Eat the Daisies (1960)
- Two Loves (1961)
- Jumbo (1962)
- Billy Rose's Jumbo (1962)
- The Unsinkable Molly Brown (1964)
- Walk, Don't Run (1966)

### Actor
- Pied Piper Malone, de Alfred E. Green (1924)
- Presenting Lily Mars, de Norman Taurog (1943)
- Girl Crazy, de Norman Taurog y Busby Berkeley (1943)
- Easy to Love, de Charles Walters (1953)

## Premios y reconocimientos
Premios Óscar
| Año  | Categoría       | Película | Resultado |
| ---- | --------------- | -------- | --------- |
| 1954 | Mejor dirección | Lili     | Nominado  |

Festival Internacional de Cine de Cannes
| Año  | Categoría                                      | Película | Resultado |
| ---- | ---------------------------------------------- | -------- | --------- |
| 1953 | Premio a la mejor productor de entretenimiento | Lili     | Ganador   |